# 2014년 벤쿠버 국제 영화제
제33회 벤쿠버 국제 영화제는 2014년 9월 25일에 열린 시상식이다.

## 수상 및 후보

### 캐나다 장편상
- 바이올런트 - 앤드류 후컬리악 수상

### 캐나다 단편 신인감독상
- 더 컷 - 제네비브 둘루드-드셀 수상

### 캐나다 다큐멘터리인기상
- 올 더 타임 인 더 월드 - 수잰 크로커 수상

### 관객상
- 프레골랜드 - 제이콥 티에니 수상

### 로저스 관객상
- 더 벤쿠버 아사히 - 이시이 유야 수상

### 다큐멘터리인기상
- 아윌 비 미 - 제임스 케치 수상

### 예술과 편지
- 은발의 패셔니스타 - 리나 플리오플리테
- 아트 앤 그래프트 - 샘 컬만 외 1명
- 발레 422 - 조디 리 리페스
- 비포 더 라스트 커튼 폴즈 - 토머스 월너
- 카투니스츠-풋 솔져스 오브 데모크러시 - 스테파니 발로아토
- 데이비드 호크니 인 더 나우 - 루시 워커
- 도밍긴호스 - 조아킴 카스트로 외 2명
- 펠라 쿠티. 아프리카의 소리 - 알렉스 기브니
- 아윌 비 미 - 제임스 케치
- 일리아 앤 에밀리아 카바코프: 엔터 히어 - 아메이 월러치
- 인 서치 오브 하이든 - 필 그랍스키
- 킵 댄싱 - 그렉 밴더 비르
- 룩킹 포 라이트: 제인 보운 - 루크 도드 외 1명
- 메르세데스 소사, 더 보이스 오브 라틴 아메리카 - 로드리고 H. 빌라
- 미스 힐: 메이킹 댄스 메터 - 그렉 밴더 비르
- 타임 이즈 일매틱 - One9
- 내셔널 갤러리 - 프레더릭 와이즈먼
- 펄프: 자비스 코커의 음악인생 - 플로리다 하빅트
- 큐 카람바 에스 라 비다 - 도리스 도리
- 수전 손택에 관하여 - 낸시 D. 케이츠
- 썸 카인드 오브 러브 - 토머스 버스틴
- 비엔나 미술사 박물관 - 요하네스 홀즈하우젠
- 디 아더 원:더 롱 스트레인지 트립 오브 밥 위어 - 마이크 플레이스
- 더 패스트 이즈 어 그로테스크 애니몰 - 제이슨 밀러
- 더 파서빌리티스 아 엔들리스 - 에드워드 러브레이스 외 1명
- 라 리피티션 - 칼 안토닌 두폴트
- 이 땅의 소금 - 빔 벤더스 외 1명
- 베리만 통과하기 - 휘네크 팔라스 외 1명

### BC 스포트라이트
- 블랙 플라이 - 제이슨 부케
- 블루디 너클스 - 맷 오 마호니
- 바이 바이 블루스 - 앤 휠러
- 에브리씽 윌 비 - 줄리아 콴
- 저스트 잇 잇 - 어 푸드 웨이스트 스토리 - 그랜트 볼드윈
- 마틴스 핑크 피클 - 르네 브라
- 프레골랜드 - 제이콥 티에니
- 마를렌 이야기 - 아나 벨린
- 송스 쉬 로우트 어바웃 피플 쉬 노우즈 - 크리스 엘그스트랜드
- 더 보이 프롬 게이타 - 빅 사린
- 더 보이 프롬 게이타 - 스콧 레니아르드
- 터뷸런스 - 소란 마르두키
- 투 4 원 - 머린 브래들리
- 바이올런트 - 앤드류 후컬리악

### 캐나다 이미지
- 1987 - 리카르도 트로지
- 3e 페이지 어프레 르 솔레일 - 테오도르 위셰브
- 40 캔들스 - 소피에 자비스
- 어 디퍼런트 드러머: 셀러브레이팅 익센트릭스 - 존 자리츠키
- 올 더 타임 인 더 월드 - 수잰 크로커
- 언 아이 포 뷰티 - 데니 아르캉
- 백 스트리츠 - 카메론 맥고완
- 베드벅스: 어 뮤지컬 러브 스토리 - 마태 코왈축
- 퍼 드 벵골 - 올리비에 고딘
- 비손 - 케반 펑크
- 블랙 플라이 - 제이슨 부케
- 브로큰 페이스 - 알랭 푸니
- 브로큰 팔라스 - 로스 먼로
- 브런트 글라스 - 레이 웡
- 바이 바이 블루스 - 앤 휠러
- 챔버 드라마 - 제프리 자블로니
- 코르보 - 마티우 L. 데니스
- 쿠타웨이 - 카직 라드완스키
- 데이 40 - 솔 프리드맨
- 데드 하츠 - 스테판 W. 마틴
- 더티 싱글즈 - 알렉스 푸지슬리
- 도솔 - 에이단 쉬플리
- 이크리시 - 타이 러얀
- 엘리펀트 송 - 찰스 비나메
- 네버 스탑 사이클링 - 콜린 레퍼
- 푸어 리투어너 - 스쿠퍼 코클
- 더 히어링 - 러셀 랫
- 크랩 - 팀 트레이시
- 저스트 리빙 - 브라이언 데모어 외 1명
- 왓 더즌트 킬 유 - 롭 그랜트
- 에브리씽 윌 비 - 줄리아 콴
- 폴 - 테랜스 오데뜨
- 팔로우 - 브레나 칙
- 갓헤드 - 코너 가스톤
- 하드 카드 - 루카스 흐루비즈나
- 타이거밤! - 앤드류 스트루더스
- 낫 인디언 이너프 - 알렉스 자하라
- 더 웨더맨 앤 더 섀도우복서 - 랜달 오키타
- 유트라 - 마리-죠제 세인트-피에르
- 라이처스 - 코리 보리스
- 루크루키: 마더 - 웨인 와피무콰
- 마이나르스키 데스 플러밋 - 매튜 랜킨
- 홀 - 마틴 에드랄린
- 하워드 앤 진 - 헤더 영
- 저스트 잇 잇 - 어 푸드 웨이스트 스토리 - 그랜트 볼드윈
- 랜드 오브 더 썬 - 멜리사 플래그
- 라이프즈 어 비취 - 프랑소와 자로스
- 리퍼즈 - 조엘 살라이세이
- 라이트 - 야스미나 카라야
- 마리노니 - 토니 지아딘
- 마틴스 핑크 피클 - 르네 브라
- 미라쿨룸 - 다니엘 그로우
- 마미 - 자비에 돌란
- 몬순 - 스툴라 구나르손
- 옥토버 게일 - 루바 나다
- 페티트 프레레 - 레미 ST 미셀
- 프레골랜드 - 제이콥 티에니
- 쉽 - 제프 페트리
- 마를렌 이야기 - 아나 벨린
- 슬리핑 자이언트 - 앤드류 시비디노
- 송스 쉬 로우트 어바웃 피플 쉬 노우즈 - 크리스 엘그스트랜드
- 스트레이 - 애쉴리 맥켄지
- 더 컷 - 제네비브 둘루드-드셀
- 더 액팅 티처 - 아론 크레이븐
- 더 블루 마블 - 코 호에데만
- 더 보이 프롬 게이타 - 빅 사린
- 더 섀퍼론 - 프레이저 먼든
- 더 크레이션 오브 미닝 - 시몬느 래피자르다 카사노바
- 더 프린스 위 페이 - 해롤드 크룩스
- 더 프리스틴 코스트 - 스콧 레니아르드
- 더 밸리 빌로우 - 카일 토마스
- 투 4 원 - 머린 브래들리
- 위더링 하이츠 - 리즈 케언스
- 왓 아 위 두잉 히어? - 쥘리 이봉
- 유어 슬리핑 니콜 - 스테판 라플뢰르

### 우리시대의 영화
- 52번의 화요일 - 소피 하이드
- 어 톰브 위드 어 뷰 - 리안 J. 노스
- 애스터로이드 - 마르셀로 토바
- 어거스트 윈즈 - 가브리엘 마스카로
- 에르모사 후벤투드 - 하이메 로살레스
- 품행 - 에르네스토 다라나스
- 비러브드 시스터즈 - 도미닉 그래프
- 보이콰이어 - 프랑소와 지라르
- 버저드 - 조엘 포트리쿠스
- 까사 그란데 - 펠리페 바르보사
- 찰리즈 컨트리 - 롤프 드 히어
- 클래스 에너미 - 록 비첵
- 크라운와이즈 - 빅토르 타우스
- 컴 투 마이 보이스 - 후세인 카라베이
- 옥수수 섬 - 게오르게 오바슈빌리
- 디프렛 - 제레자네이 버헤인 머하리
- 필드 오브 독스 - 레흐 마예브스키
- 생선과 고양이 - 샤흐람 모크리
- 투리스트 - 루벤 외스트룬드
- 자유낙하 - 기요로기 폴피
- 부유한 그들 - 프랑코 롤리
- 갓 헬프 더 걸 - 스튜어트 머독
- 구에로스 - 알론소 루이즈팔라시오스
- 헤븐 노우즈 왓 - 조슈아 사프디
- 하이웨이 - 임티아즈 알리
- 공포의 역사 - 벤자민 나이스타트
- Hope and Wire - 게일린 프레스턴
- 홀스 머니 - 페드로 코스타
- 휴먼 캐피탈 - 파올로 비르지
- 사라짐의 순서 - 한스 페터 몰란트
- 인피니틀리 폴러 베어 - 마야 포브스
- 도원경 - 리산드로 알론소
- 락슈미 - 나게쉬 꾸꾸누루
- 레이디 - 시몬 메사 소토
- 리바이어던 - 안드레이 즈비아긴체프
- 리슨 업 필립 - 알렉스 로스 페리
- 마노스 수시아스 - 조세프 라디카
- 미스터 터너 - 마이크 리
- 엔 - 더 매드니스 오브 리즌 - 피터 크루거
- 나바자조 - 리카르도 실바
- 노블 - 스티븐 브래들리
- 오브 홀시스 앤 맨 - 베네딕트 얼링슨
- 파푸샤 - 조안나 코스 외 1명
- 후바 - 빌헬름 세스널 외 1명
- 파리스 오브 더 노스 - 하프슈타인 군나르 지그라쏜
- 피닉스 - 크리스티안 펫졸드
- 퀸 앤드 컨츄리 - 존 부어만
- 레드 노트 - 스콧 코헨
- 내 주머니 속의 돌들 - 시그네 바우만
- 런 - 필립 라코테
- 썸띵 머스트 브레이크 - 에스터르 마르틴 베르그스마르크
- 슬픔을 넘어 - 닐스 맬로스
- 거룩한 소녀 마리아 - 디트리히 브뤼게만
- 스틸 라이프 - 우베르토 파솔리니
- 테헤란의 낮과 밤 - 락샨 바니 에테마드
- 소년, 세상을 만나다 - 알레 아브레우
- 페이스 오브 엔젤 - 마이클 윈터바텀
- 얼간이들 - 유리 비코프
- 겜블러 - 이그나스 요니나스
- 시인 요아브 - 나다브 라피드
- 더 리버레이터 - 알베르토 아벨로
- 집주인 - 아딜칸 에르자노프
- 더 프린세스 오브 프랑스 - 마티아스 피녜이로
- 지붕 위의 사람들 - 메르작 알루아슈
- 1월의 두 얼굴 - 호세인 아미니
- 더 움 - 다니엘 로드리게즈
- 더 원더스 - 알리체 로르와커
- 투 킬 어 맨 - 알레한드로 페르난데즈 알멘드라스
- 투 데이즈 원 나잇 - 장 피에르 다르덴 외 1명
- 도스 디스파로스 - 마르틴 레즈트만
- 투 스텝 - 알렉스 R. 존슨
- 우나 비다: 어 페이블 오브 뮤직 앤 더 마인드 - 리치 아담스
- 웰컴 투 뉴욕 - 아벨 페라라
- 화이트 버드 인 어 브리자드 - 그렉 아라키
- 제로 모티베이션 - 탈야 라비

### 갈라스 부문
- 위플래쉬 - 데이미언 셔젤
- 와일드 - 장 마크 발레

### 하이스쿨 아웃리치
- 1987 - 리카르도 트로지
- 품행 - 에르네스토 다라나스
- 클래스 에너미 - 록 비첵
- 갓 헬프 더 걸 - 스튜어트 머독
- 눈을 감으면 삶은 더 편하지 - 데이빗 트루에바
- 타임 이즈 일매틱 - One9
- 더 뮤지컬 - 닐 트리페트
- 인사이드 보이시스 - 릴랜드 워커 나잇
- 케이티 - 나단 고쉬
- 노 원 벗 리디아 - 롭 리체르트
- 래틀플라이 - 민 딩
- 레벨레이션스 - 안나카트 차펠
- 스컹크 - 애니 실버스타인
- 어 바드라록스 어드벤처 - 아스다 싱
- 웨이크 업 - 브레인 페렌치크
- 더 라이프 오브 딜리스 마리 쇼튼 - 카나 사르나 외 2명
- 카사카사카사 - 바스티안 파스칼
- Water Play - 스토미 다니엘스 외 2명
- What If There Was a Place? - Jamie Kasaima 외 5명
- 돈 헤이트 온 러브 - 나탈리에 무라오
- 앤 댓츠 리마커블 - 리네아 리틀란드
- 벨벳 마우스 - 에밀리 싱 외 3명
- 신 마드레 - 버피 아르멘달레스
- Clutter - Michael CF Hansen
- 노 쇼 - 엘리스 프라우드풋
- 에디 - 앨리슨 쿤 컴
- 인/오퍼러블 - 카롤리나 발-도-리오
- 머핀즈 - 하들리 힐렐
- 플레슈어 - 릴리 유
- 버니 커스티스: 어 스타 이즈 본 - 칼레이 레이놀즈 외 1명
- 구띠 - 세예드 사하드 무사비
- Faded Frames - Ciaran Davis-McGregor 외 4명
- 시클스 - 니콜라스 바크쉬트 소몬테
- 더 라이트 - 존 네이케브 외 1명
- 파퓰러 웨어? - 테리 토마스
- I Am From - Haley 외 8명
- No Strings Attached - Alimamy Kamara 외 6명
- 오케스트라 포 어 드림 - 엘리오 알론소 바스퀘즈 미란다
- Vino ni Resitev - Students at ZVVIKS Slovenski Filmski Centre
- Spread the Glove - Joey Chandler 외 3명
- 더 벤쿠버 아사히 - 이시이 유야
- 8월을 기다리며 - 테오도라 미하이
- 비지니스 애즈 유주얼 - 더 프로펫츠 온 보드 - 렌 쿠드랴비츠키

### 논픽션 부문
- 어 댄져러스 게임 - 안토니 벡스터
- 불릿프루프 프로젝트 - 마이크 바넷
- 튀니지의 샬라 - 카우타르 벤 하니야
- 폭력에 관하여 - 요란 올손
- 페이스 커넥션스 - 판 나린
- 플로르 - 장 알버트 리브레
- 푸드 체인스 - 산제이 로월
- 왜 나는 수학이 싫어졌을까? - 올리비에 페이용
- 이라니엔 - 메흐란 타마돈
- 거리에서 - 다니엘 지브
- 메이단 - 세르히 로즈니차
- 마르마토 - 마크 그리에코
- 고기와 우유 - 베르나르 블로흐
- 마이 네임 이즈 설트 - 파리다 파차
- 넬슨 만델라: 더 미스 앤 미 - 칼로 마타바네
- 뉴 붑스 - 사샤 폴락
- 붉은 군단 - 가베 폴스키
- 성스러운 도로 - 잔프란코 로시
- 정글의 창조자 - 조르디 모라토
- 더 디센트 원 - 베네사 라파
- 더 라이언즈 마우스 오픈즈 - 루시 워커
- 더 와일드 이어즈 - 벤투라 듀랄
- 더 운드 앤 더 기프트 - 린다 호그런드
- 8월을 기다리며 - 테오도라 미하이
- 워킹 언더 워터 - 엘리자 쿠바르스카
- 우리가 우방입니다 - 휴베르트 소퍼
- 야코나 - 폴 콜린스 외 1명

### 주목! 프랑스
- 24일 - 알렉상드르 아카디
- 핸드메이드 위드 러브 프롬 프랑스 - 줄리 조지아 버나드
- 너무 사랑한 남자 - 앙드레 테시네
- 라 사피엔자 - 유진 그린
- 릴 퀸퀸 - 브루노 뒤몽
- 사랑은 마시고 노래하며 - 알랭 레네
- 싸우는 사람들 - 토머스 카일리
- 두 의사와 아가씨 - 악셀 로페르
- 미셸 우엘벡 납치사건 - 기욤 니클루

### 용과 호랑이
- 천국의 모퉁이 - 장 먀오옌
- 항문적고통 - 가부키 사와코
- 버딩, 스웰링 - 우스하 료야
- 데 리리아 수바수타이무 - 히다카 신사쿠
- 귀머거리와 바람 - 황규일
- 플라워 버드 - 나카노 사키
- 단향 - 마도카
- 뉴스페이퍼 - 요시나오 사토
- 라파 - 나카지마 유키
- 어 스몰 가든 - 사이토 슌스케
- 웨이터 - 야마다 료지
- 가마쿠라 - 요리코 미즈시리
- 안마도 - 강상우
- 백일염화 - 디아오 이난
- 블라인드 마사지 - 로예
- 클린 미 - 강상우
- 5일의 마중 - 장이머우
- 마호로역전광소곡 - 타츠시 오모리
- 회광 소나타 - 치엔시앙
- 팔로잉 스토리즈 - 제시 창 취이샨
- 해무 - 심성보
- 자유의 언덕 - 홍상수
- 난 미용사가 아니야 - 이형석
- 서유 - 차이밍량
- 더 정글 스쿨 - 리리 리자
- 절경 - 남근학
- 하이힐 - 장진
- 세상을 구한 남자 - 셍 탓 리우
- 나이아가라 - 하야카와 치에
- 논픽션 다이어리 - 정윤석
- 2030 - 민 뉴엔보
- 마루 - 스즈키 요헤이
- 레코더 - 미카일 레드
- 화장 - 임권택
- 쉐어링 - 시노자키 마코토
- 솔리션 - 히라바야시 이사무
- 더 도지어 - 주 리쿤
- 세상의 끝에서 커피 한잔 - 치앙시우청
- 후쿠시마의 말들 - 마츠바야시 요주
- 더 아이론 미니스트리 - J.P. 스니아덱키
- 미드나잇 애프터 - 프룻 첸
- 더 썬, 더 문 앤 더 허리케인 - 안드리 쿵
- 언설튼 릴레이션쉽스 소사이어티 - 맥희인
- 승리 - 장 멍
- 화이트, 히트, 라이츠 - 나카지마 타카시

### 알터드 스테이츠
- 어 걸 웍스 홈 얼론 앳 나잇 - 애나 릴리 아미푸르
- 알렐루야 - 파브리스 뒤 벨즈
- 블루디 너클스 - 맷 오 마호니
- 하우스바운드 - 제라드 존스톤
- 죽을 때까지 - 데이빗 로버트 밋첼
- 디 에디터 - 매튜 케네디 외 1명
- 더 인시던트 - 아이작 에즈반
- 인피니트 맨 - 휴 설리반
- 더 웰 - 토머스 S. 함목

### 국제 단편 부문
- 6-미닛 맘 - 크리스 시모지마
- 어 바드라록스 어드벤처 - 아스다 싱
- 어 롱 비사이드 - 폴 마르쿠스 웡
- 앱솔루션 - 댄 버틀러
- 올 더 페인 인 더 월드 - 토마소 피타
- 알폰소 - 에레닉 베퀴리
- 앤 댓츠 리마커블 - 리네아 리틀란드
- 버니 커스티스: 어 스타 이즈 본 - 칼레이 레이놀즈 외 1명
- 벨벳 마우스 - 에밀리 싱 외 3명
- 더 블랙 버터플라이즈 - 안토니 블란쳇
- 그라운디드 - 알렉시스 마샤릭
- 인 더 블라인드 - 데이비스 홀
- 더 라이트 하베스터 - 제이슨 레이 하우덴
- 돌 둥지 - 노스 김
- 카사카사카사 - 바스티안 파스칼
- 시클스 - 니콜라스 바크쉬트 소몬테
- Clutter - Michael CF Hansen
- 카우보이 벤 - 스콧 로스쏘네 외 1명
- 돈 헤이트 온 러브 - 나탈리에 무라오
- 에디 - 앨리슨 쿤 컴
- 더 뮤지컬 - 닐 트리페트
- Faded Frames - Ciaran Davis-McGregor 외 4명
- 구띠 - 세예드 사하드 무사비
- 홀리그로브: 어 트루 라이프 스토리 - 카를로스 후르타도
- I Am From - Haley 외 8명
- 로스 로살레스 - 다니엘 페레이라
- 오틸리어 - 마틴 발너
- 페넌스 - 제프 울프
- 레인 온 필름 - 필 드링크워터 외 1명
- 시퀀스 - 카를레스 토렌스
- 소피 - 알렉스 롬바드
- 파도의 파수꾼 - 알릭스 던칸
- 인/오퍼러블 - 카롤리나 발-도-리오
- 인사이드 보이시스 - 릴랜드 워커 나잇
- 케이티 - 나단 고쉬
- 레터 투 애나벨 - 돔 마라노
- 비지니스 애즈 유주얼 - 더 프로펫츠 온 보드 - 렌 쿠드랴비츠키
- 아웃 오브 리치 (레인 나잇) - 파블로 디아티네즈
- 폰 박스 - 앨런 포웰
- 더 스토머크 - 벤 슈타이너
- 데이 캐임 앳 나잇 - Andrew Ellis
- 머핀즈 - 하들리 힐렐
- 노 원 벗 리디아 - 롭 리체르트
- 노 쇼 - 엘리스 프라우드풋
- No Strings Attached - Alimamy Kamara 외 6명
- 오케스트라 포 어 드림 - 엘리오 알론소 바스퀘즈 미란다
- 파퓰러 웨어? - 테리 토마스
- 플레슈어 - 릴리 유
- 래틀플라이 - 민 딩
- 레벨레이션스 - 안나카트 차펠
- 신 마드레 - 버피 아르멘달레스
- 스컹크 - 애니 실버스타인
- Spread the Glove - Joey Chandler 외 3명
- The Life of Dilys Mary Shotton - Kana Saarna 외 1명
- 더 라이트 - 존 네이케브 외 1명
- Vino ni Resitev - Students at ZVVIKS Slovenski Filmski Centre
- 웨이크 업 - 브레인 페렌치크
- Water Play - Stephanie Daniels 외 2명
- What If There Was a Place? - Jamie Kasaima 외 5명

### 특별소개 부문
- 실스 마리아 - 올리비에 아사야스
- 폭스캐처 - 베넷 밀러
- 눈을 감으면 삶은 더 편하지 - 데이빗 트루에바
- 맵 투 더 스타 - 데이빗 크로넨버그
- 멘, 우먼 & 칠드런 - 제이슨 라이트맨
- 황금시대 - 허안화
- 더 라이엇 클럽 - 론 쉐르픽
- 가구야공주 이야기 - 다카하타 이사오
- 더 벤쿠버 아사히 - 이시이 유야
- 웰컴 투 미 - 시라 피븐
- 와일드 테일즈 - 데미안 스지프론
- 윈터 슬립 - 누리 빌게 제일란

### 3D 특별소개 부문
- 130919, 어 포트레이트 오브 마리나 아브라모비치 - 매튜 플랏책
- 어보브 어스 올 - 유제니 얀센
- 아마조니아 - 티에리 라고베르트
- 문화의 전당 3D - 카림 아이누즈
- 언어와의 작별 - 장 뤽 고다르

### 레이트 애디션즈
- 인피니틀리 폴러 베어 - 마야 포브스
- 썸 카인드 오브 러브 - 토머스 버스틴
- 페이스 오브 엔젤 - 마이클 윈터바텀
- 이브 생 로랑 - 자릴 라스페르